# Timmi Johansen
Timmi Johansen (Rødovre, 8 mei 1987) is een Deense profvoetballer die uitkomt voor Næsby BK.

## Carrière
Johansen begon zijn carrière in 1997 bij het Deense Hvidovre IF, een club uit de 2. division Øst, waar hij vanaf het begin van 2005 tot de hoofdmacht behoorde. Na één seizoen vertrok de jeuginternational echter al naar sc Heerenveen. Na een proefperiode werd de Deense verdediger in februari 2006 goedgekeurd en, na het betalen van een kleine opleidingsvergoeding aan zijn vorige club, aan de selectie toegevoegd. Een echte doorbraak liet echter op zich wachten, en hij speelde meestal voor Jong Heerenveen.
In het seizoen 2008/2009 maakte Timmi Johansen deel uit van het Deense Odense BK. De club, die in 2006/2007 nog tegen Heerenveen voetbalde in het UEFA Cup toernooi, huurde de linksback voor de periode van een jaar met daarbij een optie tot koop. Johansen kwam evenwel niet in actie voor Odense, deels te wijten aan een blessure aan de kruisbanden. Toch werd de aankoopoptie gelicht.
Bij Odense kwam hij amper aan spelen toe. In vijf jaar tijd kwam hij maar aan vier wedstrijden. In 2011 werd hij verhuurd aan tweedeklasser Viborg FF. In april 2013 trok hij naar Stabaek Fotball, een Noorse tweedeklasser waar hij een basisplaats heeft. Daar liep zijn contract eind 2014 af. Vanaf het seizoen 2015/16 speelt hij voor Næsby BK.

## Statistieken
| Seizoen | Club           | Wedstrijden | Goals | Competitie       |  |
| ------- | -------------- | ----------- | ----- | ---------------- |  |
| 2005/06 | Hvidovre IF    | 23          | 0     | 2. division Øst  |  |
| 2006/07 | sc Heerenveen  | 3           | 0     | Eredivisie       |  |
| 2007/08 | sc Heerenveen  | 7           | 0     | Eredivisie       |  |
| 2008/09 | →Odense BK     | 0           | 0     | SAS Ligaen       |  |
| 2009/10 | Odense BK      | 0           | 0     | SAS Ligaen       |  |
| 2010/11 | Odense BK      | 0           | 0     | SAS Ligaen       |  |
| 2010/11 | →Viborg FF     | 10          | 0     | 1. Division      |  |
| 2011/12 | Odense BK      | 2           | 0     | SAS Ligaen       |  |
| 2012/13 | Odense BK      | 2           | 0     | SAS Ligaen       |  |
| 2013    | Stabæk Fotball | 28          | 1     | Adeccoligaen     |  |
| 2014    | Stabæk Fotball | 7           | 0     | Adeccoligaen     |  |
| 2015/16 | Næsby BK       |             |       | 2. division West |  |
| Totaal  |                | 82          | 1     |                  |  |

Bijgewerkt: 5 jan 2015